# Нова Гребля (Хмельницький район)
Нова́ Гре́бля — село в Україні, у Волочиській міській громаді Хмельницького району Хмельницької області. Населення становить 243 осіб. До 2020 орган місцевого самоврядування — Новогреблівська сільська рада.

## Географія
Селом протікає річка Случ.

## Історія
У 1906 році село Базалійської волості Старокостянтинівського повіту Волинської губернії. Відстань від повітового міста 66 верст, від волості 4. Дворів 99, мешканців 510.
7 (20) листопада 1917 року, відповідно до Третього Універсалу Української Центральної Ради, увійшло до складу Української Народної Республіки.
12 червня 2020 року, відповідно до розпорядження Кабінету Міністрів України № 727-р «Про визначення адміністративних центрів та затвердження територій територіальних громад Хмельницької області», увійшло до складу Волочиської міської громади.
19 липня 2020 року, в результаті адміністративно-територіальної реформи та ліквідації Волочиського району, увійшло до складу новоутвореного Хмельницького району.

## Населення

### Мова
Розподіл населення за рідною мовою за даними :
| Мова       | Кількість | Відсоток |
| ---------- | --------- | -------- |
| українська | 239       | 98.35%   |
| російська  | 4         | 1.65%    |
| Усього     | 243       | 100%     |